# Drakensbergena austrina
Drakensbergena austrina  (лат.) — вид прыгающих насекомых трибы Drakensbergenini из подсемейства цикадок Deltocephalinae (Cicadellidae). Южная Африка: Eastern Cape. Длина самцов около 8 мм (самки до 10 мм). Усики почти в половину или треть от общей длины тела (длина 2,6—4,0 мм). Короткокрылые с вытянутой вперёд головой. 
Голова равна или шире пронотума. Макросетальная формула задних бёдер равна 2+1 или 2+1+1. Латеральный край пронотума килевидный. Оцеллии редуцированы. Встречаются в травянистых высотных биомах южной Африки: найдены на Festuca sp. (Poaceae). Вид был впервые описан в 2009 году южноафриканским энтомологом  Майклом Стиллером (Michael Stiller, ARC-Plant Protection Research Institute, Queenswood, Претория).